# Cedrela salvadorensis
Cedrela salvadorensis là một loài thực vật có hoa trong họ Meliaceae. Loài này được Standl. mô tả khoa học đầu tiên năm 1929.